# Arroz dorado

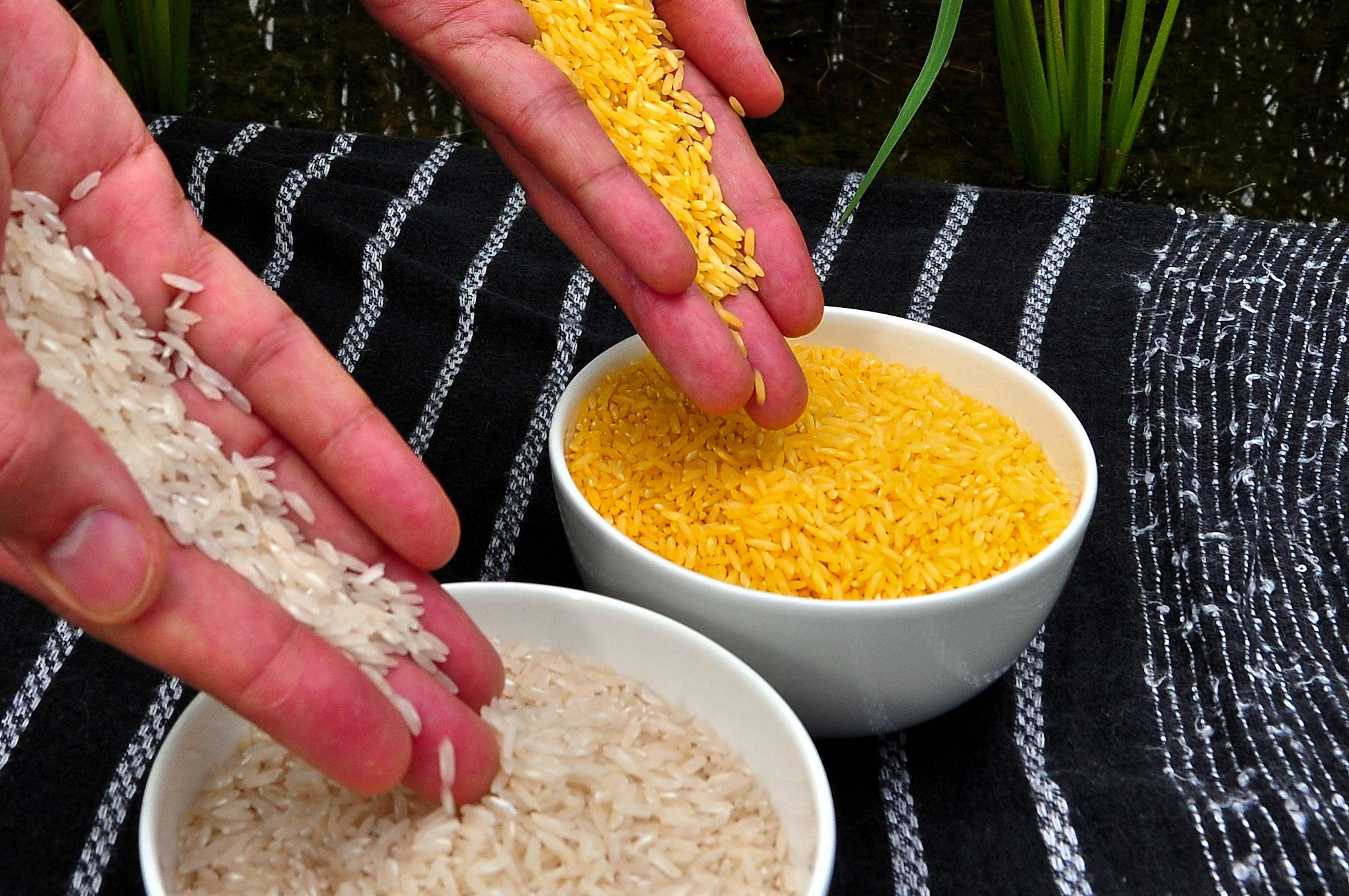
Comparación del arroz dorado (derecha) con el arroz blanco tradicional (izquierda)

El arroz dorado es una variedad de arroz (Oryza sativa) producida a través de ingeniería genética, biosintetizando los precursores de beta-caroteno (pro-vitamina A) en las partes comestibles del grano de arroz.
Los detalles científicos de la tecnología aplicada se publicaron en Science en 2000. El arroz dorado se desarrolla como comida fortificada en áreas donde hay faltante dietaria de vitamina A. La vitamina A es indispensable durante el embarazo para prevenir la morbilidad, la mortalidad y la ceguera nocturna.
En 2005 la nueva variedad Golden Rice 2 se anuncia que produce más de 23 veces más beta-caroteno que el arroz dorado original. Todavía ninguna de estas variedades está disponible para consumo humano. 

## Creación del arroz dorado

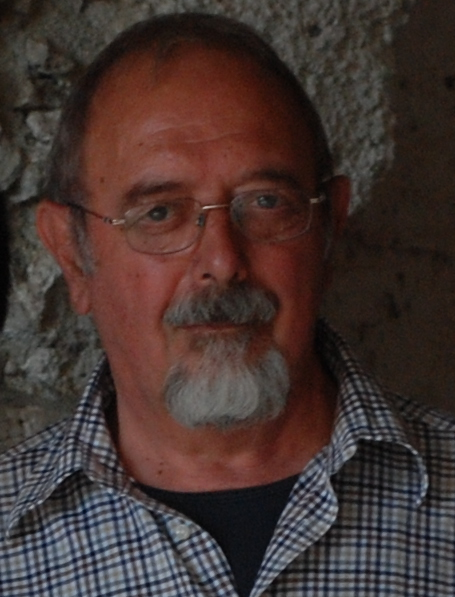
Ingo Potrykus, creador del arroz dorado

El arroz dorado fue creado por Ingo Potrykus del Instituto de Ciencias Vegetales del Instituto Federal Suizo de Tecnología, junto con Peter Beyer de la Universidad de Friburgo.
El arroz dorado fue diseñado para producir beta-carotenos (que es el precursor natural de la vitamina A) en la parte comestible del arroz, es decir, en el endoespermo. La planta original es capaz de producir beta-carotenos en sus hojas, donde este precursor está implicado en la función de la fotosíntesis. Pero no produce beta-carotenos de forma natural en el endoespermo, ya que en este lugar no requiere el uso de la fotosíntesis. Esto se debe a la ausencia de tres enzimas que son el fitoeno sintasa, el fitoeno desaturasa y el licopeno ciclasa. Para resolver estos dos problemas, los investigadores clonaron el gen de la flor del narciso y de la bacteria Erwinia uredovora y lo introdujeron en el arroz.
Ingo Potrykus y Peter Beyer, los principales creadores del arroz dorado, renunciaron a la patente para que el arroz pueda ser utilizado en misiones humanitarias.

## Controversia
- Organizaciones ecologistas, como Greenpeace, criticaron el arroz dorado alegando que la cantidad de Vitamina A es insignificante. La primera versión del arroz dorado solo proveía 1,6 microgramos de beta-carotenos por gramo de arroz, lo que implica que una persona media debería comer entre 1,5 y 2 kilos de arroz dorado al día para obtener la cantidad recomendada de provitamina A. Sin embargo esto fue subsanado con la creación del Arroz Dorado 2, que genera 23 veces más cantidad de beta-carotenos que el arroz dorado original.[5]

- Aun así, Greenpeace se sigue oponiendo al cultivo de arroz dorado afirmando que se trata de un caballo de Troya para abrir la puerta para la imposición de OMG por parte de grandes corporaciones y el abuso a través de las patentes.[6] Esta afirmación fue contundentemente rechazada por el Instituto Internacional de Investigación para el Arroz (IRRI), recordando a Greenpeace que el arroz dorado fue desarrollado en universidades con fondos públicos, y que dada la finalidad humanitaria del arroz dorado se decidió liberar la patente para que llegara con mayor facilidad a los países subdesarrollados.[7]

- Vandana Shiva, una activista india anti-OGM, argumentó que utilizar transgénicos conlleva a una pérdida de la biodiversidad en los cultivos, así como el agravante de permitir que la agricultura sea controlada por corporaciones. En cuanto al tema del arroz dorado, Shiva argumentó que se estaba ocultando el problema principal y es la falta de una nutrición adecuada por parte de los pueblos que sufren deficiencia de Vitamina A.[8] Otros grupos, de forma similar, han argumentado que una dieta variada que contenga vitamina A como la patata dulce, verduras y frutas sería suficiente para cubrir la insuficiencia de Vitamina A en los niños.[9] Aunque esto es cierto, se ha contraargumentado que una dieta variada está fuera del alcance de muchas personas pobres, especialmente en pueblos que subsisten gracias al arroz.

### Protestas
En agosto del 2013 hubo un asalto en Filipinas a cultivos experimentales de arroz dorado. Mark Lynas, un ex anti-OGM, informó que este acto de vandalismo fue llevado a cabo por un grupo de activistas que se hacen llamar KMP (traducción no oficial: Movimiento de Agricultores Filipinos). No se trató de un ataque por parte de agricultores locales ya que los verdaderos agricultores filipinos consideran que asaltar cultivos implica matar una parte de la madre naturaleza y conlleva contraer muy mala suerte.

## Distribución
Potrykus permitió que el arroz dorado fuese distribuido gratis a las granjas de subsistencia Los países en desarrollo obtuvieron rápidamente los derechos gratuitos debido a la difusión que el arroz dorado recibió especialmente en el número de julio de 2000 de la revista Times. Monsanto fue una de las primeras compañías en obtener estas licencias gratuitas en un gesto que algunos tacharon como "ejercicio de relaciones públicas diseñado para reducir la preocupación pública por el uso de alimentos modificados genéticamente".
El límite entre el uso humanitario y el uso comercial fue fijado en 10 000 USD. Por tanto, un agricultor y los subsiguientes usuarios del arroz, siempre y cuando ganen menos de 10 000 dólares anuales pueden utilizar el arroz dorado sin ningún pago adicional por los derechos de propiedad intelectual o comercial. Además los granjeros tienen permiso para guardar y replantar las semillas.